# Mitchell Trubisky
Mitchell Trubisky (Mentor, Ohio, Estados Unidos; 20 de agosto de 1994) es un jugador profesional de fútbol americano. Juega en la posición de quarterback en los Buffalo Bills.
.

## Biografía
Trubisky asistió al Instituto Mentor de Ohio, su Estado natal. Allí pasó para 9.126 yardas y 92 touchdowns. Además, completó un total de 1.559 yardas de carrera.

## Carrera

### Universidad

#### Estadísticas
| 2014  | North Carolina | 9  |  | 42  | 78  | 53.8 | 459   | 5  | 4  |  |
| 2015  | North Carolina | 9  |  | 40  | 47  | 85.1 | 555   | 6  | 0  |  |
| 2016  | North Carolina | 13 |  | 304 | 447 | 68.0 | 3,748 | 30 | 6  |  |
| Total | Total          | 31 |  | 386 | 572 | 67.5 | 4,762 | 41 | 10 |  |

### NFL

#### Chicago Bears
Trubisky fue elegido en la segunda posición del Draft de la 2017 por los Chicago Bears. Comenzó 2017 como quarterback suplente, por detrás de Mike Glennon. Sin embargo, tras un inicio de 1-3, el entrenador John Fox decidió sentar a Glennon y nombró a Trubisky titular para la quinta jornada. Su debut en la NFL se produjo el 9 de octubre de 2017 ante los Minnesota Vikings. 

#### Buffalo Bills
El 18 de marzo de 2021 se anunció su fichaje por los Buffalo Bills por un año y 2,5 millones de dólares.

## Estadísticas

### Temporada regular
|  | Seleccionado al Pro Bowl |

| Año   | Equipo | Juegos | Juegos | Pase  | Pase  | Pase | Pase   | Pase | Pase | Pase | Pase | Acarreos | Acarreos | Acarreos | Acarreos | Balones sueltos |
| Año   | Equipo | GP     | GS     | Cmp   | Att   | Cmp% | Yds    | Avg  | TD   | Int  | Rate | Att      | Yds      | Avg      | TD       | Balones sueltos |
| ----- | ------ | ------ | ------ | ----- | ----- | ---- | ------ | ---- | ---- | ---- | ---- | -------- | -------- | -------- | -------- | --------------- |
| 2017  | CHI    | 12     | 12     | 196   | 330   | 59.4 | 2,193  | 6.6  | 7    | 7    | 77.5 | 41       | 248      | 6.0      | 2        | 10              |
| 2018  | CHI    | 14     | 14     | 289   | 434   | 66.6 | 3,223  | 7.4  | 24   | 12   | 95.4 | 68       | 421      | 6.2      | 3        | 6               |
| 2019  | CHI    | 15     | 15     | 326   | 516   | 63.2 | 3,138  | 6.1  | 17   | 10   | 83.0 | 48       | 193      | 4.0      | 2        | 5               |
| 2020  | CHI    | 10     | 9      | 199   | 297   | 67.0 | 2,055  | 6.9  | 16   | 8    | 93.5 | 33       | 195      | 5.9      | 1        | 6               |
| Total | Total  | 51     | 50     | 1,010 | 1,577 | 64.0 | 10,609 | 6.7  | 64   | 37   | 87.2 | 190      | 1,057    | 5.6      | 8        | 27              |

Fuente: Pro-Football-Reference.com